# Kuijtenous tenuepunctatus
Kuijtenous tenuepunctatus är en skalbaggsart som beskrevs av Leon Fairmaire 1895. Kuijtenous tenuepunctatus ingår i släktet Kuijtenous och familjen Hybosoridae. Inga underarter finns listade i Catalogue of Life.